# 曾氏猪笼草
曾氏猪笼草（学名：Nepenthes&nbsp）得名于彼得·曾（Peter Tsang），为热带食虫植物。其是由翼状猪笼草、美林猪笼草和奇异猪笼草杂交得到的自然杂交种（(N. alata × N. merrilliana) × N. mirabilis）。
1995年，曾氏猪笼草在《猪笼草自然杂交种指南》（Guide to Nepenthes Hybrids）一书中首次被提及。其仅存在于菲律宾棉兰老岛亲本同域分布的地区。

## 扩展阅读
- 食虫植物数据库中曾氏猪笼草的信息 （页面存档备份，存于）

 维基共享资源上的相關多媒體資源：曾氏猪笼草
 維基物種上的相關：曾氏猪笼草